# Givat Chaim

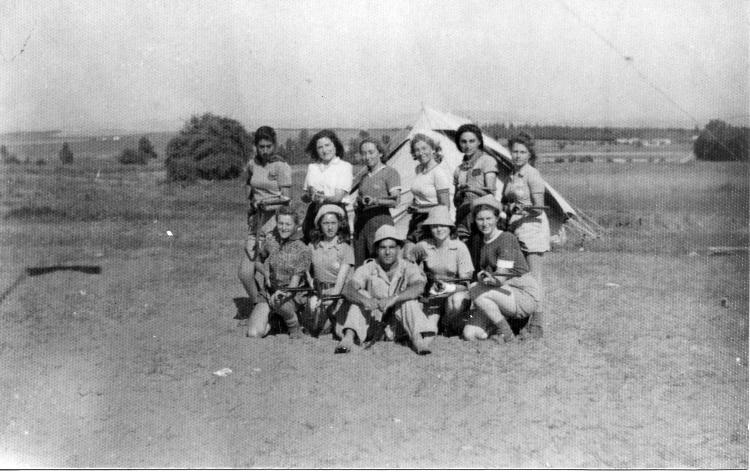
Mitglieder der Maccabi-Jugendbewegung in Givʿat Chaim, 1948

Givʿat Chaim (hebräisch גִּבְעַת חַיִּים Givʿat Chajjīm, deutsch ‚Hügel Chaims‘, englisch Givʿat Haim) war ein Kibbuz etwa fünf Kilometer südlich von Chadera in Israel.
Gegründet 1932 von europäischen Immigranten als Kibbuz Gimel, wurde es später zu Ehren des 1933 ermordeten zionistischen Politikers Chaim Arlosoroff umbenannt.
1952 spaltete sich das Kibbuz wegen ideologischer Differenzen zwischen den Unterstützern der beiden miteinander konkurrierenden sozialistischen Parteien Mapai und Mapam in zwei neue Kibbuzim, die bis heute bestehen. 
- Givʿat Chaim (Ichud) mit 1137 Einwohnern (Stand: 2018), dort befindet sich seit 1975 die Gedenkstätte Beit Terezin.
- Givʿat Chaim (Me'uchad) mit 1006 Einwohnern (Stand: 2018).

Die beiden Kibbuzim gehören zum Regionalverband ʿEmeq Chefer.
Otto Küster schildert die Lebensverhältnisse im Jahr 1956.
Hier geboren wurde der Sänger Ivri Lider (* 1974).